# Noul Wales de Sud
Noul Wales de Sud (în engleză New South Wales, AFI: [ˈnjuː ˌsaʊθ ˈweɪlz], informal: Noua Galie de Sud) este un stat din Australia, cu capitala la Sydney, situat în sud-estul țării. Noul Wales de Sud se învecinează la sud cu statul Victoria, la vest cu Australia de Sud, iar la nord cu Queensland.

## Geografie
Noul Wales de Sud este situat pe coasta sud-estică a Australiei, cu zone întinse de șes în partea de vest, cu munții de coastă Great Dividing Range și lanțul muntos New England în nord. În centru se găsesc Munții Blue, aici fiind cel mai înalt munte din Alpii Australieni, Muntele Kosciuszko (2.230 m) situat în sudul masivului. Suprafața statului este de 802.000 km², ceea ce reprezintă triplul suprafeței Marii Britanii.

## Populația
Majoritatea populației provine din europeni care au sosit în secolul al XVIII-lea. O treime din populația Australiei trăiește aici, având o densitate mai mare în regiunea Sydney și în regiunea de coastă (65,3% din populația statului, în iunie 2017) . Cea mai mare parte din numărul aborigenilor trăiesc aici și în statul Queensland. 
Recensământul de la 2016 a stabilit că peste 7 milioane de oameni locuiau aici. 2,9% din populație (216.176 de oameni) s-au declarat aborigeni, cei mai mulți din restul fiind, la origini, europeni și din fostele colonii britanice (adică, 97%). Același recensământ arăta că 26,5% au avut, că limbă maternă, engleza, pe locul doi fiind mandarina (3,2%) și pe locul al treilea araba (2,7%). 
În 2016 au fost: 24,7% catolici, 15,5% anglicani, 3,6% mahomedani și 25,1% atei.

## Administrația
Noul Wales de Sud este subdivizat în 14 regiuni:
- Central West (CW)
- Far West (FW)
- Hunter (HT)
- Illawarra (IL)
- Murrumbidgee (MG)
- Murray (MR)
- Mid-North Coast (NC)
- Northern Rivers (NR)
- North Western (NW)
- Richmond-Tweed (RT)
- South Eastern (SE)
- Sydney Inner (SI)
- Sydney Outer (SO)
- Sydney Surrounds (SS)

În afară de aceste regiuni mai sunt 152 de teritorii, cu o administrație autonomă.

## Clima
Domnește în general o climă caldă, sănătoasă, cu precipitații anuale medii de 1.500 mm în regiunea de coastă, și cu precipitații sub 200 mm în interiorul statului. Vegetația crește regional, în funcție după cantitatea de precipitații; astfel se pot aminti pădurile de eucalipt, regiuni cu tufișuri, zone cu ierburi de stepă, până la șemideșertul din interiorul statului. Frecvent, mai ales în anii secetoși (favorizat de vântul El Niño, din cauza uscăciunii), izbucnesc incendii ce se întind pe suprafețe uriașe. O excepție de la clima uscată este în regiunea munților Great Dividing Range, care se întind pe direcția sud-nord. În Alpii Australieni domnește o climă alpină, cu căderi de zăpadă și îngheț, care începe în zona de deasupra zonei împădurite a munților.
| Date climatice pentru New South Wales | Date climatice pentru New South Wales | Date climatice pentru New South Wales | Date climatice pentru New South Wales | Date climatice pentru New South Wales | Date climatice pentru New South Wales | Date climatice pentru New South Wales | Date climatice pentru New South Wales | Date climatice pentru New South Wales | Date climatice pentru New South Wales | Date climatice pentru New South Wales | Date climatice pentru New South Wales | Date climatice pentru New South Wales | Date climatice pentru New South Wales |
| Luna                                  | Ian                                   | Feb                                   | Mar                                   | Apr                                   | Mai                                   | Iun                                   | Iul                                   | Aug                                   | Sep                                   | Oct                                   | Nov                                   | Dec                                   | Anual                                 |
| ------------------------------------- | ------------------------------------- | ------------------------------------- | ------------------------------------- | ------------------------------------- | ------------------------------------- | ------------------------------------- | ------------------------------------- | ------------------------------------- | ------------------------------------- | ------------------------------------- | ------------------------------------- | ------------------------------------- | ------------------------------------- |
| Minima istorică °C (°F)               | −5.6 (21,9)                           | −7 (19,4)                             | −7.2 (19)                             | −13 (8,6)                             | −13.4 (7,9)                           | −23 (−9.4)                            | −19.6 (−3.3)                          | −20.6 (−5.1)                          | −16.7 (1,9)                           | −12 (10,4)                            | −9.4 (15,1)                           | −7 (19,4)                             | −23 (−9,4)                            |
| Sursă: Bureau of Meteorology          |                                       |                                       |                                       |                                       |                                       |                                       |                                       |                                       |                                       |                                       |                                       |                                       |                                       |

## Economia
Noul Wales de Sud este cel mai important stat al Australiei din punct de vedere economic. Zăcămintele de minereuri de: plumb, cărbune, cupru, zinc, argint, aur și alte zăcăminte de minereuri. Un rol important îl joacă și creșterea ovinelor, bovinelor, de asemenea viticultura în Valea Hunter. În regiunea geografică Sidney, Newcastle și Wollongong sunt cele mai importante regiuni industriale; din această cauză, o treime din populația Australiei trăiește în acest stat.

## Istoric
Regiunea a fost descoperită în anul 1770 d.C., de exploratorul englez James Cook (1728-1779), fiind întemeiată prima colonie britanică, care azi aparține, ca de altfel întreaga Australie, coroanei britanice. În anul 1911 este separat, mai întâi, de statul Queensland, iar ulterior de Australian Capital Territory (cu capitala federală la Canberra).